# Ентоні Вейн Інгленд

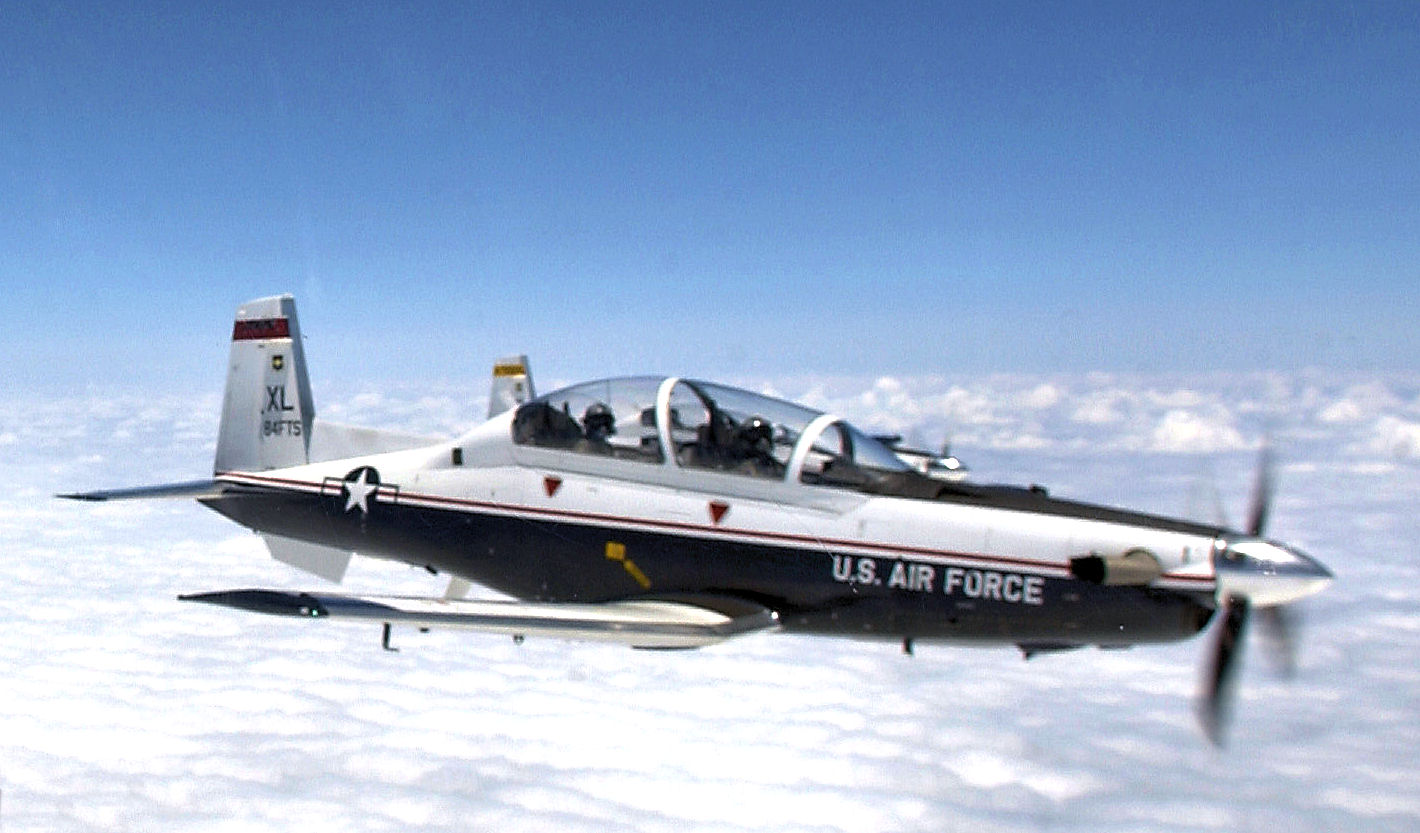
T-6A Texan II.

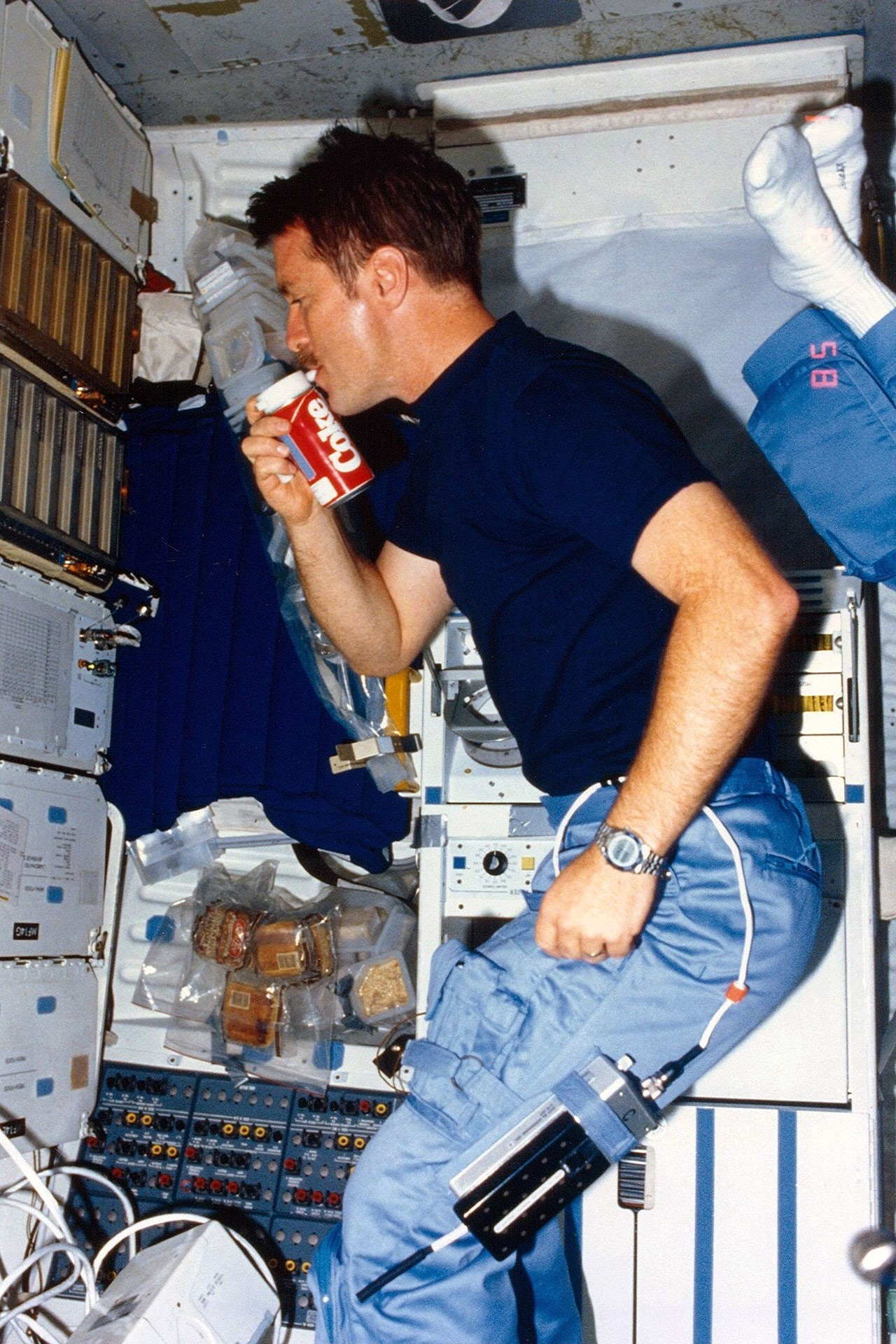
Інгленд в космосі.

Ентоні Вейн Інгленд (англ. Anthony Wayne "Tony" England); народ. 1942) — астронавт НАСА. Здійснив один космічний політ на шатлі STS-51-F (1985 p., «Челленджер») як спеціаліст польоту. 

## Особисті дані та освіта
Ентоні Інгленд народився 15 травня 1942 року в Індіанаполісі, штат Індіана, але рідною вважає місто Вест Фарго, Північна Дакота. Закінчив початкову школу в Індіанаполісі, штат Індіана, середню школу у Вест Фарго, Північній Дакоті. У 1965 році він одночасно здобув ступінь бакалавра і магістра по геології (Планетологія) (курс 12А), і в 1970 році захистив дисертацію та отримав звання доктора наук з геофізики. Всі 3 ступені були отримані в Массачусетському технологічному інституті. Дружина (колишня) Кетлін Енн Крейц, у них дві дочки. Інтереси: вітрильний спорт і аматорське радіо..

## до НАСА
Пропрацювавши науковим співробітником в Массачусетському технологічному інституті протягом 3 років, отримав запрошення до НАСА. Він розробляв встановлений на Аполлон-17 радар для дослідження Місяця, а також досліджував льодовики в Вашингтоні й на Алясці. Вивчав льодовикові поля в Антарктиді протягом двох сезонів. Він був заступником начальника Управління геохімії й геофізики Геологічної служби США та молодшим редактором журналу «Геофізичні дослідження». Він працював у Національній академії, в Раді з космічних досліджень, а також декількох Федеральних комітетах, пов'язаних з антарктичною політикою, займався питаннями утилізації ядерних відходів, у Федеральному Раді з науки й техніки.

## Космічна підготовка
4 серпня 1968 року Інгленд був зарахований до загону астронавтів НАСА під час 6-го набору, як учений-астронавт. Згодом він пройшов курс загальнокосмічної підготовки (ОКП) і 53-тижневий курс — льотну підготовку на авіабазі ВПС «Лауглін», штат Техас. Загальний наліт становить близько 3000 годин на літаках різних типів. Був в групі підтримки екіпажів під час польотів Аполлон-13 і Аполлон-16. Він також відповідав за зв'язок під час місії Аполлон-16, розмовляв з космонавтами, коли вони досліджували поверхню Місяця. Зокрема, він розробляв деякі інструкції з перепідключення деяких систем життєзабезпечення, які були передані на борт під час аварійного польоту Аполлон-13. Він покинув НАСА в 1972 році й перейшов до Геологічної служби США. Ентоні Інгленд повернувся на роботу в Космічний центр імені Джонсона в 1979 році як старший науковий співробітник-астронавт (спеціаліст польоту), був направлений в Офіс астронавтів, керував роботою групи планування польотів.

## Космічний політ
Перший політ — STS-51-F шаттл «Челленджер». З 29 липня по 6 серпня 1985 року як спеціаліст польоту. Тривалість польоту склала 7 діб 22 години 46 хвилин. Інгленд провів 13 великих експериментів, 7 з яких стосувалися астрономії та фізики Сонця, 3 були присвячені дослідженню іоносфери Землі, 2 — медико-біологічних експериментів і 1 — вивчення властивостей надтекучого гелію. Під час польоту Інгленд був відповідальний за активацію та експлуатацію систем Спейслеб, операційних інструментів (IPS), а також системи дистанційного маніпулятора (RMS), надання допомоги в експериментах, проведених іншими членами екіпажу, а також він постійно був готовий, в разі необхідності, до виходу у відкритий космос.
Загальна тривалість польотів в космос — 7 діб 22 години 46 хвилин.

## Джерело
- Офіційна біографія НАСА [Архівовано 23 листопада 2013 у Wayback Machine.](англ.)